# Diadasina separata
Diadasina separata là một loài Hymenoptera trong họ Apidae. Loài này được Holmberg mô tả khoa học năm 1903.